# يوري فرنانديز
يوري فرنانديز (بالإسبانية: Yuri Fernández)‏ هو مدرب كرة قدم تشيلي، ولد في 10 أغسطس 1957 في تشيلان في تشيلي.